# Richard Kohn
Richard Kohn   (Viena, 27 de setembre de 1888 - Rotterdam, 16 de juny de 1963), també conegut com a Jack Domby o Ricardo Domby, era el sobrenom amb què era conegut el jugador austríac de futbol i més tard entrenador del FC Barcelona, FC Bayern de Múnic i Feyenoord, entre d'altres, Richard Kohn, el seu veritable nom.
Va entrenar el FC Barcelona durant dues etapes diferents, la primera en la temporada 1926-27 i la segona en la 1933-34. Durant la primera, s'ocupava, entre altres funcions, d'entrenar les joves promeses. Durant la segona, els fracassos esportius el van portar a ell i als jugadors a signar una carta on demanaven una retallada del sou.

## Palmarès
- Copa del Rei de futbol 1926
- Campionat de Catalunya de futbol 1926
- Campionat d'Alemanya de futbol 1932
- Campionat de Països Baixos de futbol  1936 i 1938